# Club Sport Marítimo 2020-2021
Questa voce raccoglie le informazioni riguardanti il Club Sport Marítimo nelle competizioni ufficiali della stagione 2020-2021.

## Maglie e sponsor
| Casa | Trasferta |

Sponsor ufficiale: Betano
Sponsor tecnico: Nike

## Rosa
Rosa aggiornata al 24 febbraio 2021
| N. |                       | Ruolo | Calciatore                  |
| -- | --------------------- | ----- | --------------------------- |
| 1  | Iran (bandiera)       | P     | Amir Abedzadeh              |
| 2  | Brasile (bandiera)    | D     | Cláudio Winck               |
| 4  | Brasile (bandiera)    | D     | Lucas Áfrico                |
| 5  | Mozambico (bandiera)  | D     | Zainadine Júnior            |
| 6  | Brasile (bandiera)    | C     | Jean Irmer                  |
| 7  | Francia (bandiera)    | C     | Rafik Guitane               |
| 8  | Argentina (bandiera)  | C     | Jorge Correa                |
| 9  | Brasile (bandiera)    | A     | Rodrigo Pinho               |
| 10 | Italia (bandiera)     | C     | Stefano Beltrame            |
| 11 | Francia (bandiera)    | A     | François-Xavier Fumu Tamuzo |
| 12 | Portogallo (bandiera) | A     | Edgar Costa (capitano)      |
| 13 | Colombia (bandiera)   | C     | Diego Moreno                |
| 14 | Brunei (bandiera)     | A     | Faiq Bolkiah                |
| 16 | Brasile (bandiera)    | C     | Jean Cléber                 |
| 17 | Angola (bandiera)     | C     | Felício Milson              |

| N. |                       | Ruolo | Calciatore          |
| -- | --------------------- | ----- | ------------------- |
| 18 | Francia (bandiera)    | C     | Franck-Yves Bambock |
| 20 | Brasile (bandiera)    | A     | Kibe                |
| 22 | Brasile (bandiera)    | P     | Caio Secco          |
| 23 | Portogallo (bandiera) | C     | Rúben Macedo        |
| 25 | Brasile (bandiera)    | D     | René                |
| 27 | Svezia (bandiera)     | D     | Tim Söderström      |
| 31 | Brasile (bandiera)    | A     | Sassá               |
| 45 | Portogallo (bandiera) | D     | Fábio China         |
| 46 | Cipro (bandiera)      | D     | Antreas Karo        |
| 60 | Portogallo (bandiera) | C     | Pedro Pelágio       |
| 66 | Brasile (bandiera)    | D     | Léo Andrade         |
| 70 | Iran (bandiera)       | A     | Ali Alipour         |
| 86 | Brasile (bandiera)    | D     | Marcelo Hermes      |
| 94 | Brasile (bandiera)    | P     | Charles             |
| 95 | Camerun (bandiera)    | A     | Joel Tagueu         |